# Lijst van grote Bulgaarse steden
Dit is een lijst van grote steden in Bulgarije. Het inwonertal is gebaseerd op cijfers van 1999.

## Steden met > 1.000.000 inwoners
- Sofia

## Steden met > 250.000 en 500.000 inwoners
- Plovdiv
- Varna

## Steden met > 100.000 en 250.000 inwoners
- Burgas
- Dobritsj
- Pleven
- Roese
- Sliven
- Stara Zagora

## Steden met > 50.000 en 100.000 inwoners
- Asenovgrad
- Blagoëvgrad
- Gabrovo
- Chaskovo
- Jambol
- Kazanlak
- Kjoestendil
- Pazardzjik
- Pernik
- Sjoemen
- Veliko Tarnovo
- Vidin
- Vratsa